# Лорън Финикс
Лорън Финикс (на английски: Lauren Phoenix) е канадска порнографска актриса и степ танцьорка.

## Ранен живот
Родена е на 13 март 1979 г. в град Торонто, Канада. Тя е от британски и италиански произход.
В ранна възраст се занимава 10 години с балет и с джаз, лирични и модерни танци. В гимназията се занимава със сценични изкуства и участва в музикален театър като певица, танцьорка и актриса. По-късно се записва да учи класическа музика в Университета на Западно Онтарио в град Лондон, където прекарва две години. По това време се изявява и като джаз и блус певица. След това работи в продължение на три години като стриптизьорка в клубове в Канада, Лондон и Лас Вегас.
Дебютира като актриса в порнографската индустрия през 2003 г., когато е на 24-годишна възраст. Първата ѝ сцена е във филма „More Dirty Debutantes“.
Обявява края кариерата си в порноиндустрията на 6 юни 2006 г.

## Награди
- 2004: XRCO награда за нова звезда.[6]
- 2004: XRCO награда за оргазмен аналист.[6]
- 2004: Adam Film World Guide награда за най-добра нова звезда.[7]
- 2005: AVN награда за изпълнителка на годината.[8]
- 2005: XRCO награда за изпълнителка на годината.[9][10][11]
- 2005: XRCO награда за оргазмен аналист.[9][10][11]